# 日向灘

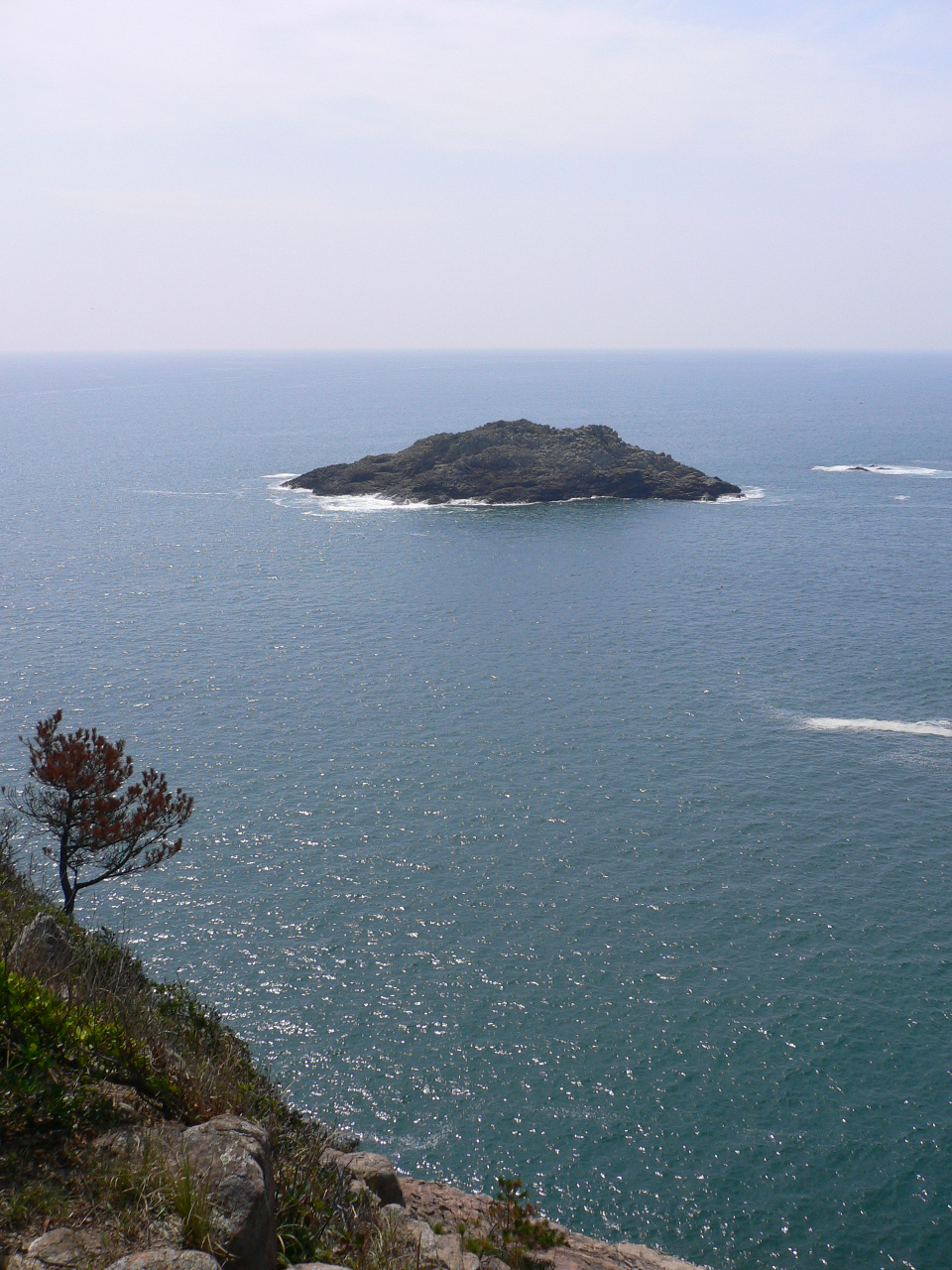
日向岬 (日向市)

日向灘 (日语：ひゅうがなだ) 是位於日本宮崎縣東側的海域，在宮崎縣南端都井岬和大分縣佐伯市的鶴御埼之間。黑潮經過日向灘，是優良漁場。日豐海岸和日南海岸景色優美。而日向灘位于菲律宾海板块和歐亞大陸板塊的接壤处，是地震频繁的地区之一 (日向灘地震)。